# 乔迪·泰勒
乔迪·泰勒（英語：Jodie Taylor，1986年5月17日—），英国女子足球运动员。她曾代表英格兰代表队参加2015年和2019年国际足联女子世界杯，其中2015年世界杯获得季军，2019年世界杯获得第四名。